# Eschweilera praealta
Eschweilera praealta är en tvåhjärtbladig växtart som beskrevs av Noel Yvri Sandwith. Eschweilera praealta ingår i släktet Eschweilera och familjen Lecythidaceae.
Artens utbredningsområde är Colombia. Inga underarter finns listade i Catalogue of Life.